# Au (Baden-Württemberg)
Au è un comune tedesco di 1 491 abitanti, situato nel land del Baden-Württemberg.